# Hilaire Gaignard

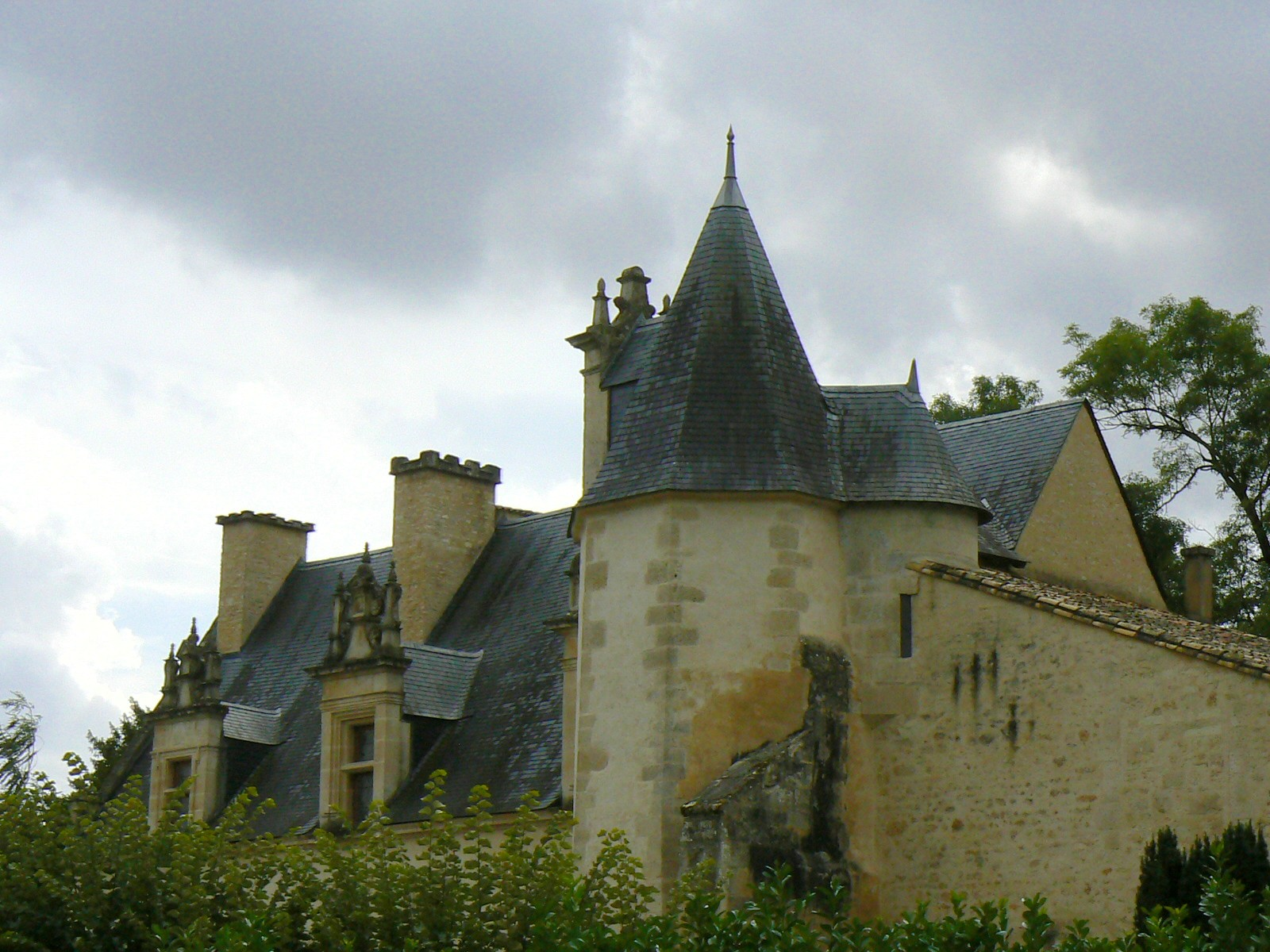
Das von Hilaire Gaignard verkaufte Château de Saint-Gelais

Charles Edouard Constant Gonzales Hilaire Gaignard (* 2. Juni 1884 in Niort; † 13. Oktober 1964 ebenda) war ein französischer Flugpionier und Autorennfahrer.

## Organisator von Flugschauen
Hilaire Gaignard organisierte 1910 in Niort eine der ersten französischen Flugschauen, die drei Jahre später nach Saint-Gelais verlegt wurde. Um nach dem Ende des Ersten Weltkriegs die Luftfahrtwoche finanzieren zu können, verkaufte er das 1883 von seinem Vater Raoul Gaignard aufwendig renovierte Familienschloss Château de Saint-Gelais. Vor dem Verkauf hatte er bereits Teile des Anwesens abreißen lassen, um das Baumaterial zu veräußern.

## Karriere als Rennfahrer
Hilaire Gaignard startete einmal beim 24-Stunden-Rennen von Le Mans. 1927 war er Partner von Henri de Costier im Werks-E.H.P. Type DS. Die Rennleitung disqualifizierte das Fahrzeug, weil der Kühler nicht dem Reglement entsprach. 

## Statistik

### Le-Mans-Ergebnisse
| Jahr | Team                          | Fahrzeug       | Teamkollege      | Platzierung     | Ausfallgrund |
| ---- | ----------------------------- | -------------- | ---------------- | --------------- | ------------ |
| 1927 | Etablissements Henri Precioux | E.H.P. Type DS | Henri de Costier | disqualifiziert |              |